# Vlag van Zandbulten

Vlag van Zandbulten

De vlag van Zandbulten is de dorpsvlag van de voormalige Nederlandse buurtschap Zandbulten, in de Friese gemeente Noardeast-Fryslân, dat sinds 1971 als streek bij Kollumerzwaag wordt gerekend. De vlag werd in 1969 aangenomen en in 1976 geregistreerd, hij is niet langer als dorpsvlag in gebruik.
De dorpsvlaggen van 14 dorpen in Kollumerland en Nieuwkruisland werden in de jaren 1969/70 tot stand gekomen in overleg met de Fryske Rie foar Heraldyk en de heren Minnema, Keune en Offringa, leden van de Geakunde Commissie van Kollumerland en Nieuwkruisland In de ontwerpperiode hebben de besturen van de Plaatselijk Belang-organisaties in elk van de dorpen, de ontwerpen besproken, en goedgekeurd of verworpen, in welk laatste geval een nieuw ontwerp werd aangeboden.

## Beschrijving
De beschrijving van de vlag is als volgt:
Groen met een gele broekingsdriehoek, met de top op het midden van de vlag.
De kleuren zijn afkomstig van het dorpswapen.

## Symboliek
- Gele driehoek: verbeeldt de "zandbult" uit de plaatsnaam.[3]

## Zie ook

Wapen van Zandbulten